# Oblężenie Villingen
Oblężenie Villingen – oblężenie, które miało miejsce w dniach 16–22 lipca 1704 podczas hiszpańskiej wojny sukcesyjnej.

## Ogólna sytuacja przed oblężeniem
Do oblężenia Villingen w lipcu 1704 doszło w wyniku francuskiej reakcji na marsz Marlborougha w kierunku Dunaju, i to wbrew swej pierwotnej strategii planowanej na rok 1704. Francja i Bawaria zakończyły udanie kampanię 1703 zdobywając twierdze Landau in der Pfalz, Breisach, Augsburg i Ratyzbonę. Dzięki temu ułatwiły sobie wzajemną komunikację. Dodatkowo ich strategiczą pozycję wzmocniło rozpoczęte w końcu 1703 powstanie na Węgrzech. By wesprzeć i jednocześnie mocniej związać ze sobą elektora Bawarii Maksymiliana Emanuela, potrzebne były posiłki. Poprowadził je marszałek Tallard, który po licznych manewrach dotarł od zachodu w okolice Villingen. Od wschodu, po wymanewrowaniu wojsk margrabiego Ludwika Badeńskiego nadeszła armia bawarska Maksymiliana Emanuela. W dniach 19 maja i 20 maja Tallard przekazał elektorowi Bawarii Maksymilianowi Emanuelowi 10 000 rekrutów oraz pieniądze, a następnie wrócił nad Ren. Pierwszego dnia po tym sukcesie nadeszły wieści o marszu Marlborougha w górę Renu z 40 000 żołnierzy. Tym samym wszystkie francuskie plany strategiczne dotyczące południowych Niemiec legły w gruzach. Natychmiast równoległym kursem ruszył za Marlboroughiem marszałek Villeroy, gdyż istniała obawa, że Marloborough może wejść do Bawarii. Mógł także wkroczyć do Alzacji, w górę Mozeli, albo, co było bardzo groźne, załadować swą armię na łodzie i znaleźć się we Flandrii znacznie wcześniej, niż mógłby tego dokonać Villeroy. Francuzi zdecydowali się więc poczekać i sprawdzić, jakie są rzeczywiste intencje Marlborougha i dopiero potem przystąpić do działania.
Ostateczny kierunek marszu Marlborougha stał się jasny 7 czerwca, gdy w pobliżu Philippsburga skierował swą armię na wschód do Sinzheim. Ludwik XIV rozkazał swym marszałkom Villeroyowi i Tallardowi, którzy znajdowali się w tym czasie w Zweibrücken, by sporządzili plan zapobieżenia ewentualnemu najazdowi sprzymierzonych na Bawarię. Z przedstawionych sobie planów Ludwik XIV wybrał najbardziej śmiały. W jego zakres wchodziła przeprawa przez Ren poniżej Stollhofen i marsz w dół rzeki Neckar do Stuttgartu. Ludwik XIV zdecydował się wydać 23 czerwca odpowiednie rozkazy marszałkowi Villeroy. Francuska armia nad Renem miała być podzielona w następujący sposób: Tallard (33 000 żołnierzy, w tym 7000 jazdy) miał wkroczyć do Bawarii, Villeroy (36 000 żołnierzy, w tym 10 000 jazdy) miał ruszyć i wesprzeć Offenburg, natomiast generał de Coigny (8 000 żołnierzy, w tym 1 500 jazdy) miał chronić Alzację.

## Marsz armii Tallarda
Marsz Tallarda poprzedzony został osłaniającym go manewrem Villeroya, który ruszył na Offenburg. Dnia 29 czerwca marszałek Kamil Tallard przeprawił się przez Ren, potem ruszył na Offenburg, po czym nagle skręcił na południe do Hofweier, Herbolzheim i Emmendingen. W Breisach pobrał 40 lekkich dział i 5 ciężkich. Dnia 9 lipca rozbił obóz koło Waldkirch. Potem ruszył do Elzach i Prechtal. Po przebyciu gęstych lasów dnia 11 lipca przednia straż armii Tallarda dotarła do Hornbergu, gdzie spotkała się z armią Villeroya, zanim ta wycofała się do Offenburga.
Dnia 16 lipca 1704 straż przednia Tallarda rozbiła obóz na płaskowyżu Hardt. Tutaj Kamil Tallard otrzymał wiadomość o klęsce armii francusko-bawarskiej pod Schellenbergiem, na skutek której podjęte zostały negocjacje między sprzymierzonymi a Bawarią. Pojawiła się groźba, że elektor Bawarii Maksymilian Emanuel przejdzie na przeciwną stronę, chyba że Tallard szybko przybędzie na miejsce. Dla Tallarda oznaczało to, że droga Rottweil-Tybinga będzie za długa i jedyną alternatywą jest marsz przez Villingen. Ponieważ Villingen nie było potężną twierdzą, a pozostawione samo sobie mogło zagrażać liniom komunikacyjnym armii Tallarda postanowiono przystąpić do oblężenia. Dodatkową korzyścią wzięcia fortecy i chronionego przez nią miasta miała być dodatkowa ochrona przyszłych linii zaopatrzeniowych mającej działać nad Dunajem armii francuskiej.

## Siły obronne twierdzy Villingen
Villingen miało fortyfikację typową dla czasów średniowiecznych (ostatnio zbudowano tylko jeden mały nowoczesny bastion). Projekt fortyfikacji Villingen, tworzącej niemal idealne koło, pochodził ze średniowiecza.
Mury twierdzy składały się z dwóch ścian o wysokości 5 metrów i wypełnione były ziemią. Przed i za murem były rowy, a dla ochrony przed atakiem stały niskie wieże z bardzo grubymi ścianami, z których obrońcy mogli strzelać wzdłuż ścian na atakujące oddziały. Dodatkowo twierdza miała 4 wysokie wieże w starych murach miejskich, z których szczytów można było prowadzić ogień działowy. Garnizon twierdzy składał się z 200 żołnierzy i wzmocniony został przez 250 nowo przybyłych. Wspomagało ich 500 milicji (350 mieszczan i 150 wieśniaków), co łącznie tworzyło liczbę 950 obrońców. Oprócz broni osobistej dysponowali oni 50 działami różnego typu i przeznaczenia. Całym garnizonem dowodził pułkownik von Wilstorff.
By zdobyć jakąkolwiek twierdzę trzeba było zrobić wyłom za pomocą artylerii, a następnie wykonać szturm. Nowoczesna fortyfikacja wymagałaby długiego i zmasowanego ognia potężnej artylerii, tutaj wystarczyło kilka oblężniczych dział, które Tallard wziął z Breisach. Trzeba było zająć pozycję, z której można by prowadzić bezpiecznie ogień działowy oraz wykonać odpowiednie roboty ziemne, by bezpiecznie podejść jak najbliżej umocnień twierdzy. Im mniejsza odległość między okopami a wyłomem, tym krótszy szturm, a co za tym idzie - mniejsze straty w ludziach. Można było oczywiście spróbować ataku z marszu za pomocą drabin, bez robienia wyłomu, ale to spowodowałoby nieproporcjonalnie duże straty.

## Oblężenie
Rankiem 16 lipca marszałek Kamil Tallard rozkazał generałowi markizowi d'Hautefort by z 10 000 żołnierzy ruszył naprzód i rozpoczął oblężenie Villingen. D'Hautefort nie marnował ani chwili i ruszył natychmiast na Villingen, zakładając obóz w Engelhardt (1 km od twierdzy) i późnym wieczorem przystąpił do robót ziemnych. Nocą nadeszły działa oblężnicze,
Rano 17 lipca o godzinie 8:00 francuskie baterie otworzyły ogień. Wkrótce udało się dokonać znacznych uszkodzeń murów, ponadto zaczął się palić klasztor Franciszkanów. Obrońcy próbowali załatać wyłom wszelkiego typu materiałami. Wkrótce nadciągnęła reszta armii Tallarda.
Dnia 18 lipca poczyniono dalsze postępy przy tworzeniu wyłomu w murze. Klasztor franciszkanów został całkowite zniszczony. Obrońcy za to zabili tego dnia 3 oficerów francuskiej artylerii, 12 kanonierów i pewną ilość innych żołnierzy. Roboty ziemne posuwały się naprzód, niemal docierając do punktu, z którego końcowa zygzakowata linia będzie mogła być kopana w kierunku murów.
Dnia 19 lipca Francuzi przystąpili do kopania dwóch aproszy, a gdy wyłom osiągnął wielkość ponad dwudziestu metrów, po południu ruszyło 3 000 dragonów z faszyną w celu wypełnienia fosy. Następnego dnia Francuzi mogli przystąpić do szturmu.
Spieszący się Tallard powinien uderzyć 20 lipca. Jednak on postanowił bombardować dzień dłużej, by poszerzyć wyłom, a jednocześnie przybliżyć podkopy. Miało to ułatwić szturm, dzięki czemu straty miały być minimalne.
Nocą na 21 lipca Francuzi rozpoczęli także bombardowanie pociskami zapalającymi, wykorzystując do tego moździerze. Kobiety i dzieci w mieście uformowały ogniowy patrol, który zdołał ugasić większość wznieconych pożarów, zapobiegając dzięki temu większym zniszczeniom.
Dzień 21 lipca okazał się dla armii Tallarda fatalny, gdyż na francuskie roboty ziemne spadła potężna ulewa. Aprosze zostały wypełnione wodą i cały dotychczasowy wysiłek poszedł na marne. Francuzi doszli do wniosku, że odbudowa okopów zajmie im 5 dni, na co już nie mogli sobie pozwolić. Tallard nie miał wyboru i musiał porzucić oblężenie. Oficjalnie oblężenie zakończono 22 lipca o godzinie 6:00.

## Skutki oblężenia
Francuzi stracili 34–36 oficerów zabitych. Obok oficerów zginęło ok. 300–400 żołnierzy i co najmniej 400 rannych. Całkowite straty francuskie wyniosły około 1 000 zabitych i rannych. Wiele źródeł twierdzi, że z powodu dezercji armia Tallarda dodatkowo zmniejszyła się o 1 000 żołnierzy. W mieście według franciszkanina brata Funcka zginęło w czasie oblężenia 4 cywilów, 1 dziewczyna wiejska i 4 żołnierzy (inni mówią o 8 żołnierzach) i około 30 innych osób.
Dla sprzymierzonych udana obrona Villingen oznaczała opóźnienie marszu Francuzów w dół doliny rzeki Neckar do Stuttgartu, co dało Egeniuszowi Sabaudzkiemu lepsze możliwości manewru. Ponadto nieudane oblężenie oznaczało, że armia francuska nie będzie miała linii komunikacyjnych z Francją. Ta okoliczność mogła w przyszłości zmusić Francuzów do opuszczenia Bawarii.